# Oreotrochilus leucopleurus
El colibrí cordillerano, picaflor cordillerano o picaflor andino (Oreotrochilus leucopleurus), también denominado picaflor andino de vientre negro, picaflor andino común o picaflor serrano chico, es una especie de ave apodiforme de la familia Trochilidae (los colibríes) perteneciente al género Oreotrochilus. Es nativo de regiones andinas del suroeste de América del Sur.

## Distribución y hábitat

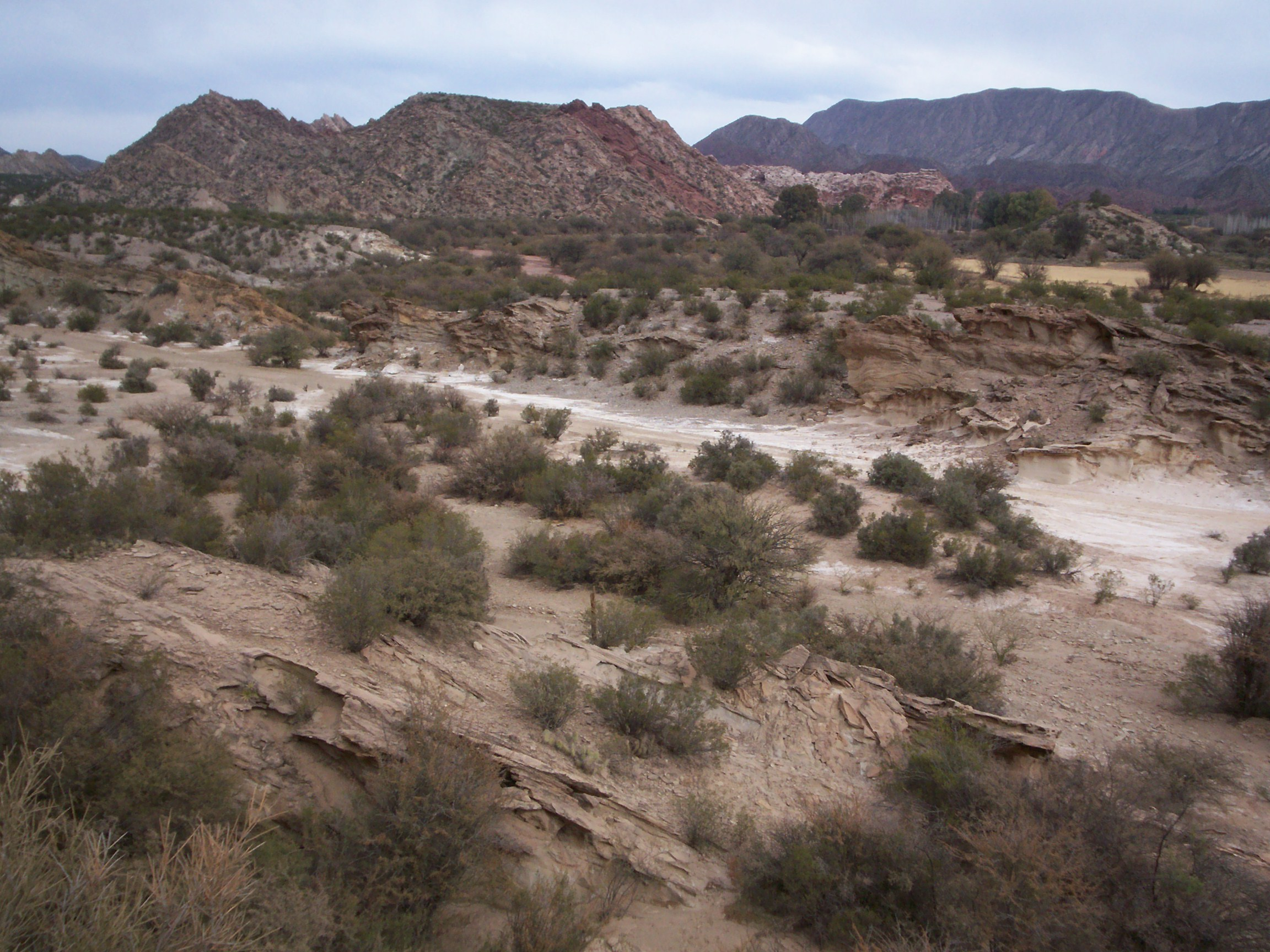
Área natural La Ciénaga, en San Juan, Argentina, ejemplo de hábitat de la especie.

Se distribuye a lo largo de la cordillera de los Andes desde el sur de Bolivia (Tarija; registros invernales hasta  Cochabamba) hacia el sur hasta el centro sur de Chile (Biobío) y sur de Argentina (centro oeste de Santa Cruz).
Esta especie es considerada generalmente común en sus hábitats naturales: la Puna con arbustos enanos, cactus columnares y Puya, entre 1200 y 4000 m de altitud, algunas veces puede llegar hasta el límite del bosque.

## Sistemática

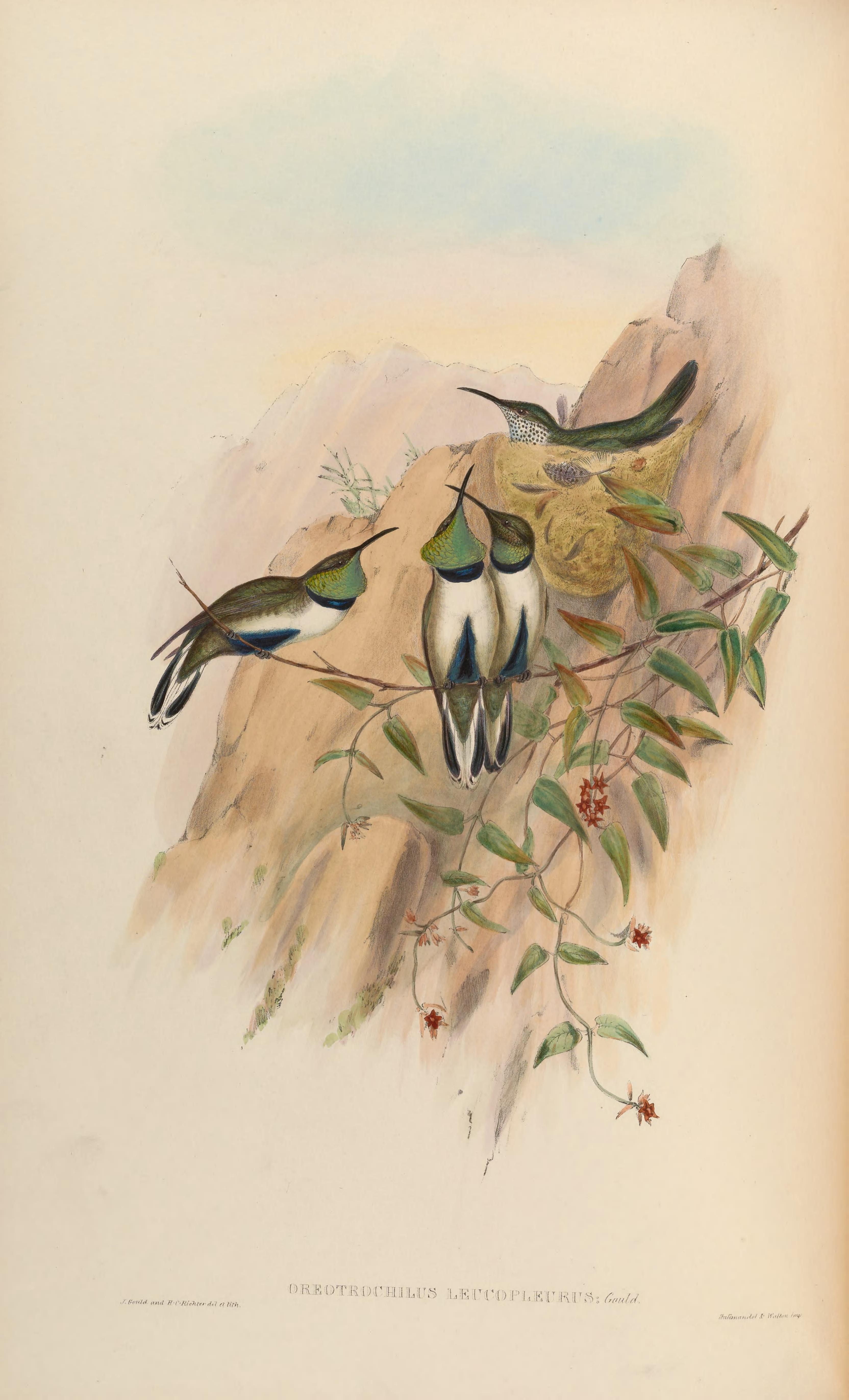
Oreotrochilus leucopleurus ilustración de Gould y Richter en A monograph of the Trochilidae, or family of humming-birds 2, 1861.

### Descripción original
La especie O. leucopleurus fue descrita por primera vez por el ornitólogo británico John Gould en 1846 bajo el mismo nombre científico; la localidad tipo es «cordilleras chilenas».

### Etimología
El nombre genérico masculino «Oreotrochilus» es una combinación de la palabra del griego «oros» que significa ‘montaña’, y del género Trochilus, denominación genérica inicial de los colibríes; y el nombre de la especie «leucopleurus», se compone de las palabras del griego «leukos» que significa ‘blanco’ y «pleura» que significa ‘flanco’.

### Taxonomía
Se piensa que sea pariente próxima de Oreotrochilus estella, O. stolzmanni y O. chimborazo; los cuatro ya han sido tratados como conespecíficos, y son separados con base en las características morfológicas. Es monotípica.